# سايكو تاكاهاشي
سايكو تاكاهاشي (高橋 彩子) (11 أبريل 1976 في أوساكا في اليابان – )؛ هي لاعبة كرة قدم كانت تلعب كلاعب وسط. ولعبت مع منتخب اليابان لكرة القدم للسيدات.

## وصلات خارجية
- سايكو تاكاهاشي على موقع قاعدة بيانات كرة القدم.إي يو (الإنجليزية)